# Miriam Díaz Aroca
Miriam Díaz Aroca (Madrid, 4 marzo 1962) è un'attrice e conduttrice televisiva spagnola.

## Filmografia
- Tacchi a spillo (Tacones lejanos), regia di Pedro Almodóvar (1991)
- Belle Époque, regia di Fernando Trueba (1992)
- Los Porretas, regia di Carlos Suárez (1996)
- Carreteras secundarias, regia di Emilio Martínez Lázaro (1997)
- El paraíso ya no es lo que era, regia di Francesc Betriu (2000)
- La mujer de mi vida, regia di Antonio del Real (2001)
- XXL, regia di Julio Sánchez Valdés (2004)
- Isi/Disi. Amor a lo bestia, regia di Chema de la Peña (2004)
- Clara, no es nombre de mujer, regia di Pepe Carbajo (2010)

### Televisione
- Por la mañana (1987-1988)
- Cajón desastre (1989-1990)
- Un, dos, tres... (1991-1993)
- Noches de gala (1993-1994)
- No te rías que es peor (1994-1995)
- La casa de los líos (1996-1999)
- Manos a la obra (1999)
- ¡Ala... Dina! (2001-2002)
- Mis adorables vecinos (2004-2006)
- ¡Mira quién baila! (2006)
- Empieza el espectáculo (2006)
- ¡A ver si llego! (2009)
- Splash! Famosos al agua (2013)
- Toy Boy (2019-2021)